# Двалишвили, Владимир
Влади́мир Двалишви́ли (груз. ვლადიმერ დვალიშვილი; 20 апреля 1986, Тбилиси, Грузинская ССР, СССР) — грузинский футболист, нападающий.

## Карьера
Профессиональную карьеру начал в «Динамо» из Тбилиси, где выступал 4 сезона и провёл 59 матчей, забив 27 мячей. 2 раза становился чемпионом страны.
В июне 2006 подписал контракт с клубом «Олимпи» из Рустави. В следующем сезоне стал чемпионом.
В 2008—2009 годах играл за рижский «Сконто». В чемпионате Латвии провёл 42 матча и забил 22 гола.
7 июля 2009 года Двалишвили подписал двухлетний контракт с израильским клубом «Маккаби» из Хайфы.
15 июля 2009 года дебютировал в Лиге чемпионов УЕФА во втором отборочном раунде в матче против «Гленторана». В этой игре забил два гола. В следующем туре, против «Актобе» Двалишвили забил ещё два гола.

## Достижения
- Чемпион Грузии: 2004/05
- Чемпион Израиля: 2010/11
- Чемпион Польши (2): 2012/13, 2013/14
- Обладатель Кубка Польши: 2012/13

## Статистика выступлений за «Маккаби»
| Клуб             | Сезон            | Лига Аль | Лига Аль | Кубок Израиля | Кубок Израиля | еврокубки | еврокубки | Итого | Итого |
| Клуб             | Сезон            | Матчи    | Голы     | Матчи         | Голы          | Матчи     | Голы      | Матчи | Голы  |
| ---------------- | ---------------- | -------- | -------- | ------------- | ------------- | --------- | --------- | ----- | ----- |
| Маккаби (Хайфа)  | 2009/10          | 35       | 16       | 8             | 3             | 12        | 5         | 55    | 24    |
| Маккаби (Хайфа)  | 2010/11          | 27       | 12       | 8             | 3             | 2         | 2         | 41    | 17    |
| Маккаби (Хайфа)  | Итого            | 65       | 17       | 16            | 6             | 14        | 7         | 96    | 41    |
| Итого за карьеру | Итого за карьеру | 38       | 17       | 16            | 6             | 14        | 7         | 96    | 41    |